# Gotham (phim truyền hình)
Gotham là một loạt phim truyền hình tội phạm Mỹ được phát triển bởi Bruno Heller, dựa trên các nhân vật đã được xuất bản bởi DC Comics xuất hiện trong nhượng quyền thương mại của Batman, chủ yếu về James Gordon và Bruce Wayne. Phim có sự xuất hiện của Ben McKenzie trong vai Gordon thời trẻ, trong khi đó Heller điều hành sản xuất cùng với Danny Cannon.
Ban đầu loạt phim liên quan đến những ngày đầu của Gordon ở Sở cảnh sát thành phố Gotham, nhưng sau đó có sự xuất hiện của nhân vật Wayne và nguồn gốc của một vài nhân vật phản diện trong Batman, có Penguin, Riddler, Catwoman, Poison Ivy, Two-Face, Scarecrow, Mr. Freeze, và Hugo Strange.
Gotham ra mắt trên Fox vào ngày 22 tháng 9 năm 2014. Tháng 5 năm 2017, Fox cho sản xuất mùa bốn của seri phim, phát sóng ngày 21 tháng 9 năm 2017

## Nội dung phim
Mùa đầu tiên, James Gordon là một nhân viên mới trong Sở cảnh sát thành phố Gotham cùng với đồng nghiệp là thanh tra Harvey Bullock điều tra vụ án mạng sát hại vợ chồng tỉ phú Thomas và Martha Wayne. Gordon gặp gỡ con trai họ, Bruce Wayne, người đang được chăm sóc bởi quản gia Alfred Pennyworth. Bên cạnh đó, James cũng gặp gỡ và đối đầu với Oswald Cobblepot, nhân viên pháp y Edward Nygma, hai đứa trẻ đường phố Selina Kyle và Pamela "Ivy" Pepper, trợ lý luật sư Harvey Dent và bác sĩ Leslie Thompkins. Gordon dần dần dính dáng đền những gia đình tội phạm nổi tiếng Gotham, trong đó có Fish Mooney và tên trùm tội phạm Carmine Falcone và Salvatore Maroni.
Ở mùa hai, Gordon giải quyết một loạt vấn đề do Theo Galavan và em gái hắn là Tabitha tạo ra nhằm thực hiện kế hoạch kiểm soát Gotham khi mà Theo lên nắm chức Thị trưởng thành phố Gotham và trả thù gia tộc Wayne. Sau khi Galavan bị sát hại khi đang tranh cử chức thị trưởng, sở cánh sát thành phố Gotham tiếp tục đối đầu với những hành động của Victor Fries. Nhân vật bí ẩn Hugo Strange và trợ lý của hắn Ethel Peabody đã thực hiện một loạt những thí nghiệm trái phép dưới danh nghĩa nhà thương điên Arkham, dưới lòng khu Indian Hill, thực chất do tập đoàn Wayne Enterprises bí mật quản lý và dưới sự giám sát của Hội Cú.
Mùa ba diễn ra trong bối cảnh sáu tháng sau, Gordon trở thành thợ săn tiền thưởng để truy bắt những vật thí nghiệm đã trốn thoát khỏi Indian Hill và sự hồi sinh của Fish Mooney. Vì muốn quay lại với Leslie Thompkins, Gordon đã phải đối đầu với con trai của Carmine Falcone là Mario Calvi và nhà thôi miên Jervis Tetch. Jervis đang tìm kiếm em gái hắn – Alice vì máu trong người cô chứa virus có khả năng làm con người trở nên điên loạn nếu nhiễm phải. Trong khi ấy, Ivy đã trở thành một người phụ nữ trưởng thành sau khi đối đầu với một tên thuộc hạ trốn thoát khỏi Indian Hill của Fish Mooney và Jerome Valeska cũng được hồi sinh và tiếp tục kế hoạch hủy hoại thành phố Gotham. Gordon phát hiện ra Hội Cú làm việc dưới  trướng Ra’s al Ghul và Liên minh Bóng tối. Chim cánh cụt và Ivy hợp sức tạo ra một đội quân và Edward Nygma lộ diện dưới danh tính mới là "The Riddler".
Trong mùa bốn, Bruce Wayne trở thành một kẻ giấu mặt mặc đồ đen, đội mũ đen, tuần tra đường phố Gotham về đêm. Cobblepot bắt đầu kế hoạch chiếm lấy thế giới ngầm của Gotham nhờ kiếm lời bằng việc lách luật. Nygma nhận thấy bản năng bên trong của hắn bị suy yếu sau khi cho đóng băng nhân cách kia của mình. Jonathan Cranes tiếp tục đóng vai Scarecrow, Liên minh bóng tối bắt đầu thực hiện kế hoạch tiếp theo liên quan đến một con dao cổ và Butch Gilzean trở về từ cõi chết, trở thành Solomon Grundy.

## Diễn viên và các nhân vật
- Ben McKenzie vai James Gordon
- Donal Logue vai Harvey Bullock
- David Mazouz vai Bruce Wayne
- Zabryna Guevara vai Sarah Essen
- Sean Pertwee vai Alfred Pennyworth
- Robin Lord Taylor vai Oswald Cobblepot / Penguin
- Erin Richards vai Barbara Kean
- Camren Bicondova vai Selina "Cat" Kyle
- Cory Michael Smith vai Edward Nygma
- Victoria Cartagena vai Renee Montoya
- Andrew Stewart-Jones vai Crispus Allen
- John Doman vai Carmine Falcone
- Jada Pinkett Smith vai Fish Mooney
- Morena Baccarin vai Leslie Thompkins
- James Frain vai Theo Galavan / Azrael
- Jessica Lucas vai Tabitha Galavan
- Chris Chalk vai Lucius Fox
- Drew Powell vai Butch Gilzean
- Nicholas D'Agosto vai Harvey Dent
- Michael Chiklis vai Nathaniel Barnes
- Maggie Geha vai Ivy "Pamela" Pepper
- Benedict Samuel vai Jervis Tetch

## Sản xuất

### Quay phim
Tháng 2 năm 2014, một thông báo được đưa ra về việc sản xuất sẽ bắt đầu tại Thành phố New York vào tháng 3. Quá trình quay mùa thứ nhất kết thúc ngày 24 tháng 3 năm 2015.

### Âm nhạc
Tháng 7 năm 2014, Graeme Revell được công bố là người soạn nhạc cho loạt phim.

## Phát hành

### Truyền hình
Loạt phim được chiếu ra mắt trên Nine Network tại Úc ngày 12 tháng 10. Tại Canada, nó được phát sóng đồng thời trên CTV và phát lại trên M3. Tại New Zealand, được phát trên kênh TV2 ngày 28 tháng 9. Tại Anh Quốc, phát trên kênh Channel 5 ngày 13 tháng 10. Tại Ireland, chiếu trên RTÉ2 ngày 26 tháng 1 năm 2015.

### Marketing
Tập pilot xuất hiện trên Warner Bros. Television và DC Entertainment tại San Diego Comic-Con International tháng 7 năm 2014.

### Truyền thông tại nhà
Tháng 9 năm 2014, Warner Bros. bán quyền phát hành video theo yêu cầu toàn cầu của loạt phim cho Netflix. Mùa giải đầu tiên đã được phát hành trên đĩa DVD và Blu-ray vào ngày 8 tháng 9 năm 2015.